# Santa Rosa de Santo Domingo
Santa Rosa es el sexto distrito del cantón de Santo Domingo, en la provincia de Heredia, de Costa Rica.

## Geografía
Santa Rosa cuenta con un área de 4,27 km² y una altitud media de 1118 m s. n. m.

## Demografía
Para el año 2022, Santa Rosa cuenta con una población estimada de 7819 habitantes, y para el último censo efectuado, en 2011, Santa Rosa contaba con una población de 7269 habitantes.

## Transporte

### Carreteras
Al distrito lo atraviesan las siguientes rutas nacionales de carretera:
- Ruta nacional 5
- Ruta nacional 103

### Ferrocarril
El Tren Interurbano administrado por el Instituto Costarricense de Ferrocarriles, atraviesa este distrito.